# NK Sloboda Tužno
 Nogometni klub Sloboda Tužno hrvatski je nogometni klub iz Tužnog kraj Vidovca. Trenutačno se natječe u 1. ŽNL Varaždinskoj.

## Vanjske poveznice
- Profil, HNS Semafor